# Сериньї (Орн)
Сериньї́, Серіньї (фр. Sérigny) — колишній муніципалітет у Франції, у регіоні Нормандія, департамент Орн. Населення — 395 осіб (2011).
Муніципалітет був розташований на відстані близько 145 км на захід від Парижа, 115 км на південний схід від Кана, 37 км на схід від Алансона.

## Історія
До 2015 року муніципалітет перебував у складі регіону Нижня Нормандія. Від 1 січня 2016 року належав до нового об'єднаного регіону Нормандія.
1 січня 2017 року Сериньї, Еперре, Ле-Ге-де-ла-Шен, Ориньї-ле-Бютен, Ла-Перр'єр i Сент-Уан-де-ла-Кур було об'єднано в новий муніципалітет Бельфорет-ан-Перш.

## Демографія
Динаміка населення (EHESS і Insee ):
Розподіл населення за віком та статтю (2006):
| Стать | Всього | До 15 років | 15-24 | 25-44 | 45-64 | 65-85 | Понад 85 |
| --- | ------ | ----------- | ----- | ----- | ----- | ----- | -------- |
| Чоловіки | 176    | 28          | 8     | 48    | 48    | 40    | 4        |
| Жінки | 196    | 32          | 4     | 44    | 56    | 56    | 4        |
| \| Статево-вікова піраміда \| Статево-вікова піраміда \| Статево-вікова піраміда \| \| ----------------------- \| ----------------------- \| ----------------------- \| \| Чоловіки \| Вік \| Жінки \| \| 4 \| 85 + \| 4 \| \| 12 \| 80-84 \| 20 \| \| 8 \| 75-79 \| 12 \| \| 8 \| 70-74 \| 16 \| \| 12 \| 65-69 \| 8 \| \| 16 \| 60-64 \| 16 \| \| 0 \| 55-59 \| 8 \| \| 20 \| 50-54 \| 16 \| \| 12 \| 45-49 \| 16 \| \| 16 \| 40-44 \| 12 \| \| 16 \| 35-39 \| 16 \| \| 12 \| 30-34 \| 12 \| \| 4 \| 25-29 \| 4 \| \| 8 \| 20-24 \| 0 \| \| 0 \| 15-20 \| 4 \| \| 8 \| 10-14 \| 16 \| \| 4 \| 5-9 \| 4 \| \| 16 \| 0-4 \| 12 \| |        |             |       |       |       |       |          |
| Статево-вікова піраміда |        |             |       |       |       |       |          |
| Чоловіки | Вік    | Жінки       |       |       |       |       |          |
| 4 | 85 +   | 4           |       |       |       |       |          |
| 12 | 80-84  | 20          |       |       |       |       |          |
| 8 | 75-79  | 12          |       |       |       |       |          |
| 8 | 70-74  | 16          |       |       |       |       |          |
| 12 | 65-69  | 8           |       |       |       |       |          |
| 16 | 60-64  | 16          |       |       |       |       |          |
| 0 | 55-59  | 8           |       |       |       |       |          |
| 20 | 50-54  | 16          |       |       |       |       |          |
| 12 | 45-49  | 16          |       |       |       |       |          |
| 16 | 40-44  | 12          |       |       |       |       |          |
| 16 | 35-39  | 16          |       |       |       |       |          |
| 12 | 30-34  | 12          |       |       |       |       |          |
| 4 | 25-29  | 4           |       |       |       |       |          |
| 8 | 20-24  | 0           |       |       |       |       |          |
| 0 | 15-20  | 4           |       |       |       |       |          |
| 8 | 10-14  | 16          |       |       |       |       |          |
| 4 | 5-9    | 4           |       |       |       |       |          |
| 16 | 0-4    | 12          |       |       |       |       |          |

## Економіка
2010 року серед 219 осіб працездатного віку (15—64 років) 161 була активною, 58 — неактивними (показник активності 73,5%, у 1999 році було 66,9%). З 161 активної мешканців працювала 151 особа (75 чоловіків та 76 жінок), безробітними було 10 (5 чоловіків та 5 жінок). Серед 58 неактивних 14 осіб було учнями чи студентами, 32 — пенсіонерами, 12 були неактивними з інших причин.

У 2010 році в муніципалітеті числилось 189 оподаткованих домогосподарств, у яких проживали 401,0 особи, медіана доходів виносила 18 531 євро на одного особоспоживача